# Courtine

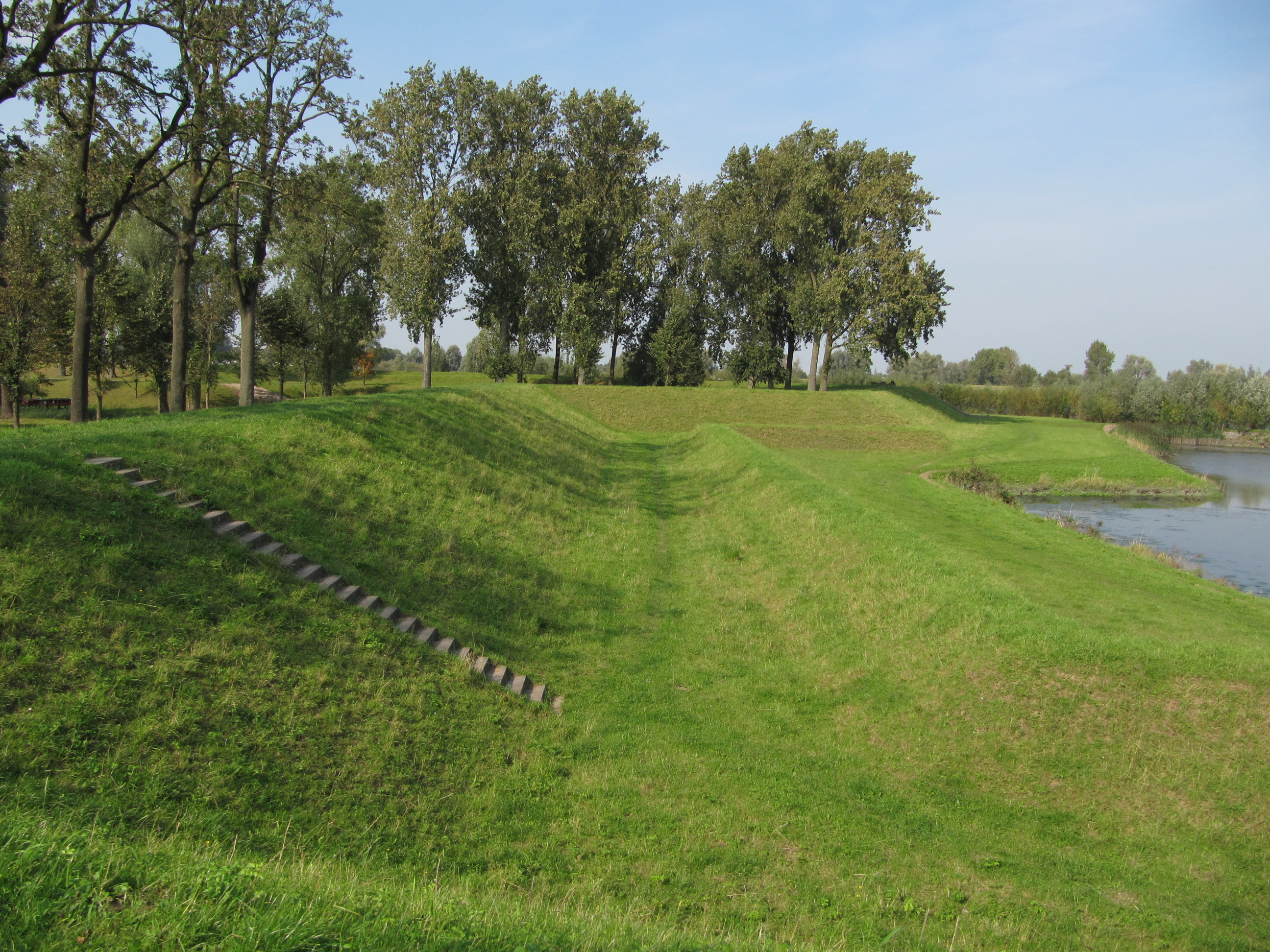
Courtine in Nieuwpoort

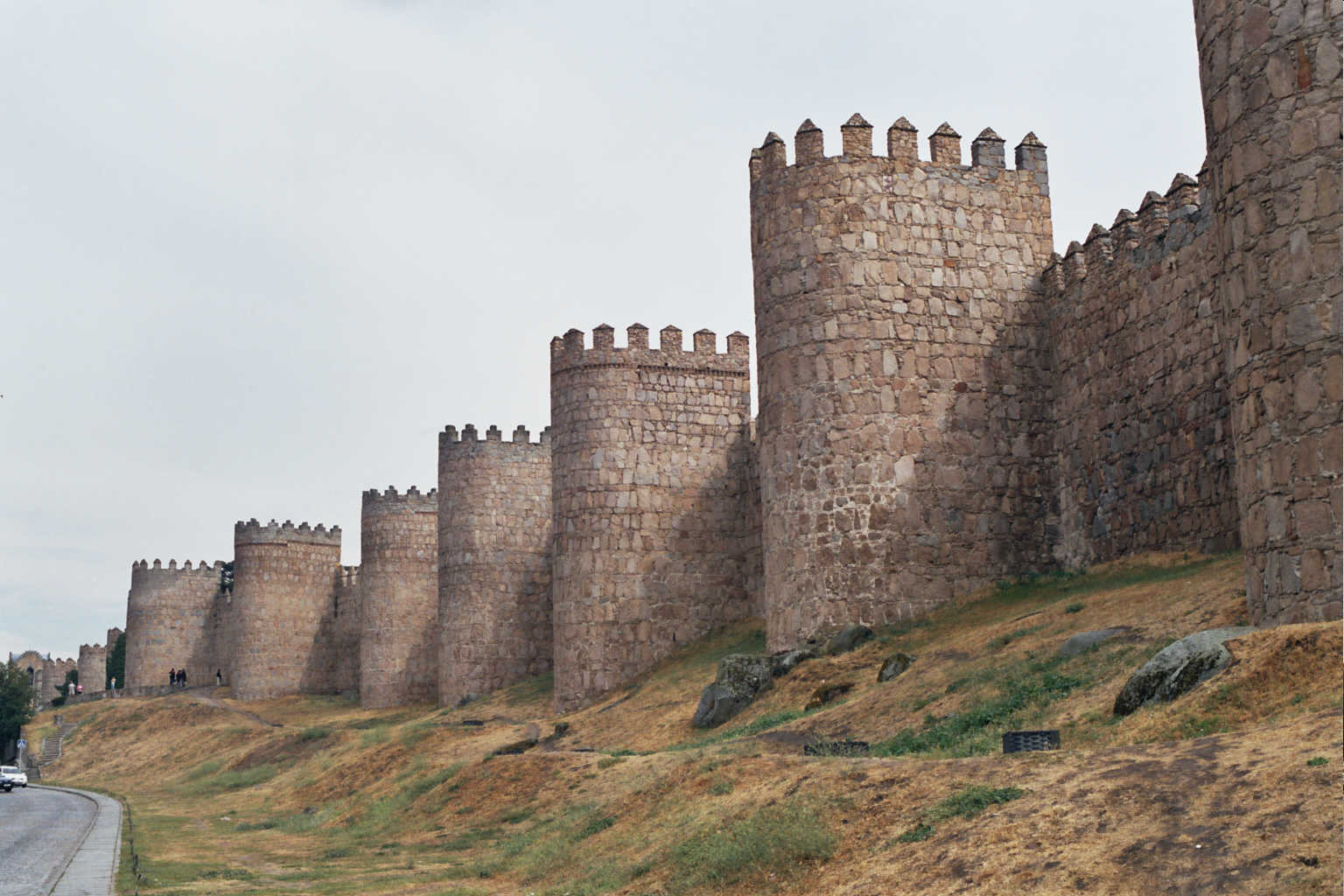
Waltorens in de vestingmuur van Ávila (Spanje), het rechte stuk muur is de courtine.

Een courtine is een weermuur of verbindingswal tussen twee waltorens of twee bastions van een kasteel of vesting. Courtines bij vestingen waren meestal van puin of bakstenen, maar kwamen (in het bijzonder Oud- of Nieuw Nederlands Vestingstelsel) ook als pure wallen van aarde voor. Naast het Franse woord courtine wordt ook het Nederlandse gordijn of gordijnmuur hiervoor gebruikt.
Courtines kunnen worden verdedigd door ravelijnen, die zich in de vestinggracht bevinden.

## Andere betekenissen
La Courtine is een plaats in Frankrijk waar Nederlandse soldaten gelegerd waren tijdens de Koude Oorlog.